# Rogownica alpejska
Rogownica alpejska (Cerastium alpinum L.) – gatunek rośliny  należący do rodziny goździkowatych. Gatunek arktyczno-alpejski o zasięgu wokółbiegunowym. Występuje w północnej części Europy i Ameryki Północnej, gdzie ma zwarty zasięg. Ponadto w Europie występuje w górach od Hiszpanii  do Grecji.
W Polsce jedyne stanowiska rogownicy alpejskiej znajdują się na Babiej Górze. W połowie XIX w. podawał ją stamtąd Feliks Berdau, z którego rękopisów przedrukował tę informację w 1860 r. Eugeniusz Janota. Berdau podawał również rogownicę alpejską (błędnie) z Tatr, m.in. z Giewontu.
Jest też uprawiana jako roślina ozdobna.

## Morfologia

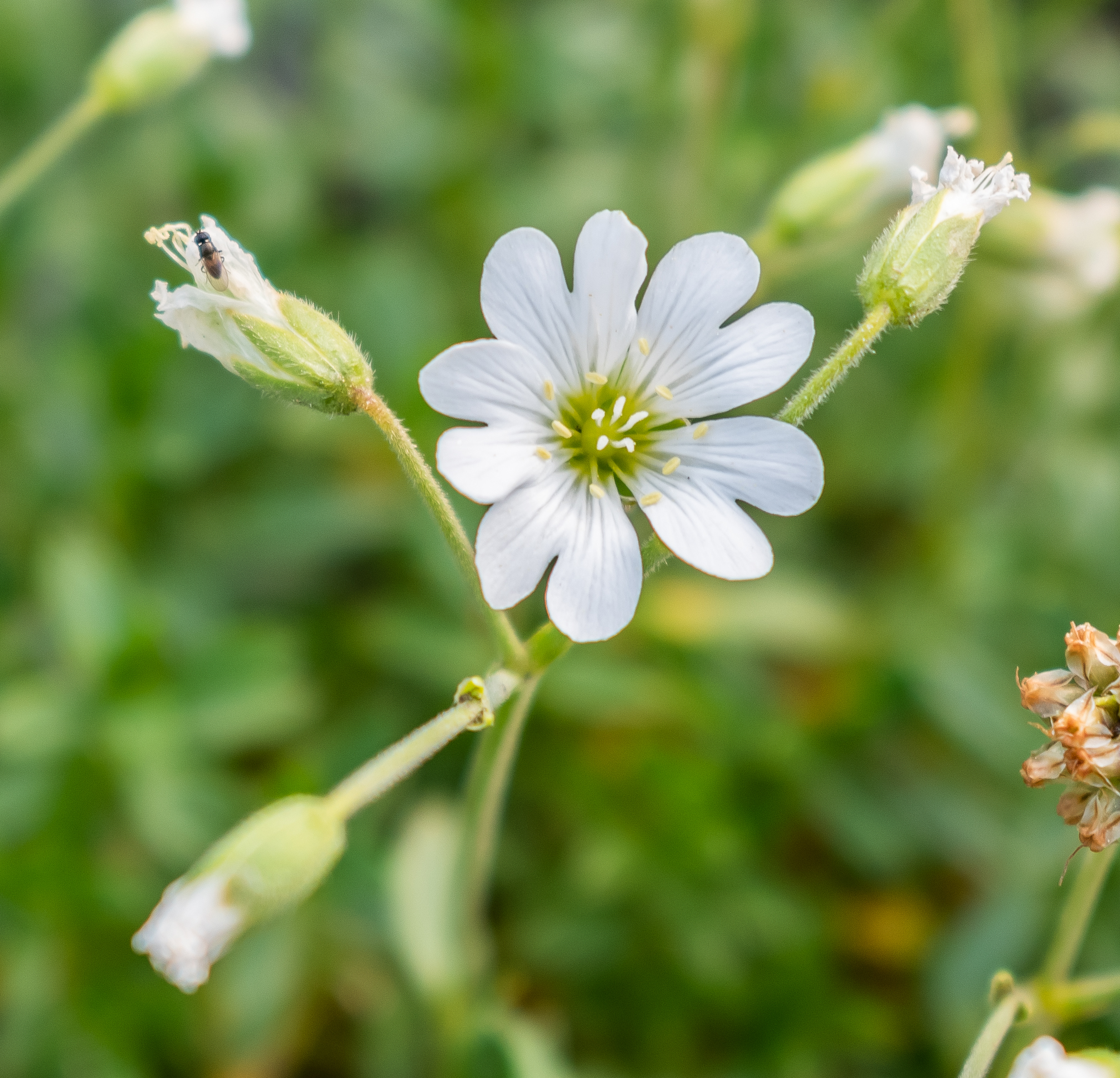
Kwiatostan

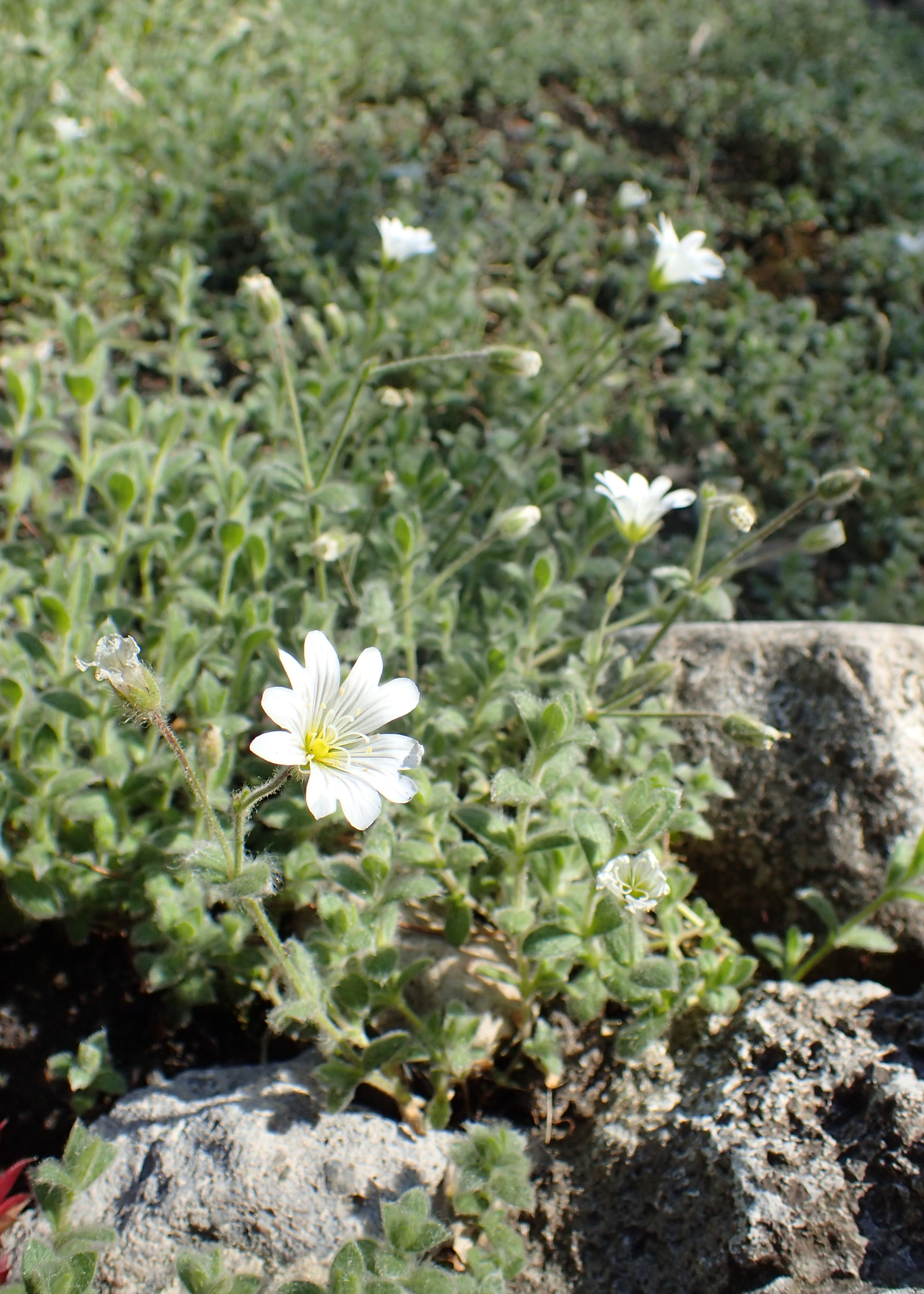
Cerastium alpinum var. lanatum

PokrójTworzy luźne darnie. Pędy gęsto owłosione, wiotkie i płożące się o długości do 30 cm.
LiśćPrzyziemne różyczki liściowe nie posiadają tak puszystego owłosienia, jak pozostała część rośliny, nie są jednak całkiem nagie.
KwiatNa szczycie pędów wyrasta pojedynczy kwiat, czasami dwa, rzadko trzy. Mają one szerokie płatki, purpurowo nabiegłe w gardzieli.
OwocOwocem jest torebka o długości 10–11 mm.

## Biologia i ekologia
Bylina, chamefit. Występuje głównie w murawach na podłożu kwaśnym. Na Babiej Górze występuje w piętrze kosówki, na wysokości 1500–1724 m n.p.m., na obszarze o powierzchni ok. 20 ha. Kwitnie od czerwca do sierpnia. Jest rośliną jednopienną, kwiaty są albo zapylane przez owady (zapylenie krzyżowe), albo zapylają się same. U okazów rosnących na Babiej Górze jedna torebka nasienna zawiera  przeciętnie 21 nasion. Rozsiewają się one w najbliższym otoczeniu rośliny (barochoria). Rogownica alpejska może też rozmnażać się wegetatywnie. Liczba chromosomów u osobników babiogórskich 2n = 72.

## Zagrożenia i ochrona
Kategorie zagrożenia gatunku:
- Kategoria zagrożenia w Polsce według Czerwonej listy roślin i grzybów Polski (2006)[10]: R (rzadki, potencjalnie zagrożony); 2016: CR (krytycznie zagrożony)[11].
- Kategoria zagrożenia w Polsce według Polskiej Czerwonej Księgi Roślin: CR (critical – krytycznie zagrożony)[12].

Wszystkie stanowiska rogownicy alpejskiej w Polsce znajdują się na obszarze Babiogórskiego Parku Narodowego. Gatunek jest też uprawiany w Ogrodzie Roślin Babiogórskich w Zawoi-Barańcowej oraz w Ogrodzie Botanicznym w Warszawie.

## Zastosowanie i uprawa
- Zastosowanie. Nadaje się szczególnie do ogródków skalnych, gdzie może być uprawiana na skarpach, murkach i w szczelinach między kamieniami[8].
- Uprawa. Najlepiej rośnie na próchnicznej, gliniasto-żwirowej i średnio wilgotnej ziemi ubogiej w wapń[8]. Rozmnaża się ją przez podział lub przez ukorzeniania płonych pędów w lipcu-sierpniu[8]. Rośnie powoli.